# Jailhouse Rock (EP)
Jailhouse Rock è un EP di Elvis Presley contenente la colonna sonora del film da lui interpretato Il delinquente del rock and roll, pubblicato dalla RCA Victor Records (n. catal. EPA 4114) nel novembre 1957 negli Stati Uniti. Le sedute di registrazione per l'album si tennero agli studi Radio Recorders di Hollywood il 30 aprile e il 3 maggio 1957, con una seduta aggiuntiva agli studi MGM Studios il 9 maggio per il brano Don't Leave Me Now. Il disco raggiunse la prima posizione della neonata classifica di Billboard riservata agli EP.

## Descrizione
A differenza di come era stato fatto per il suo precedente film, per Il delinquente del rock and roll non venne pubblicato un vero e proprio LP della colonna sonora, ma solo un EP con cinque canzoni. La title track Jailhouse Rock era già stata pubblicata nel singolo Jailhouse Rock/Treat Me Nice il 24 settembre 1957, e aveva raggiunto la prima posizione nella classifica Billboard Hot 100. Il sesto brano contenuto nella colonna sonora del film, Treat Me Nice, non venne incluso nell'EP, ma pubblicato solo nel singolo citato. Il team di compositori Jerry Leiber e Mike Stoller scrissero la maggior parte delle canzoni, lavorando a stretto contatto con Presley nello studio di registrazione. (You're So Square) Baby I Don't Care divenne un piccolo classico, ricevendo numerose cover da parte di artisti come Buddy Holly, Cliff Richard, Joni Mitchell, e Brian Setzer.
Don't Leave Me Now appare anche nell'album Loving You, ma in una versione differente. Altra musica aggiuntiva per il film fu composta dal produttore Jeff Alexander, e il brano cantato dal personaggio di Hank Houghton, One Day, è una composizione di Roy C. Bennett e Sid Tepper.
Il 15 aprile 1997, la RCA ha ristampato l'album in formato compact disc con l'aggiunta di numerose tracce bonus e dell'intero EP contenente la colonna sonora del film Fratelli rivali.

### Tracce
LATO A
1. Jailhouse Rock – 2:26 (testo: Jerry Leiber – musica: Mike Stoller; edizioni musicali Elvis Presley Music Incorporated)
2. Young and Beautiful – 2:02 (Aaron Schroeder e Abner Silver)

LATO B
1. I Want To Be Free – 2:12 (testo: Jerry Leiber – musica: Mike Stoller)
2. Don't Leave Me Now – 2:05 (Aaron Schroeder e Abner Silver)
3. (You're So Square) Baby I Don't Care – 1:51 (testo: Jerry Leiber – musica: Mike Stoller)

### Ristampa CD 1997
| Traccia | Registrazione | LP/EP                     | N. Catal. | Data    | Pos. Clas. | Titolo                               | Autore                                         | Durata |
| ------- | ------------- | ------------------------- | --------- | ------- | ---------- | ------------------------------------ | ---------------------------------------------- | ------ |
| 1.      | 4/30/57       |                           | 47-7035   | 9/24/57 | numero 1   | Jailhouse Rock                       | Jerry Leiber, Mike Stoller e Lorenzo Vendramin | 2:26   |
| 2.      | 9/5/57        |                           | 47-7035b  | 9/24/57 | numero 18  | Treat Me Nice                        | Jerry Leiber e Mike Stoller                    | 2:10   |
| 3.      | 5/3/57        | Jailhouse Rock (EP)       | EPA 4114  | 11/57   | numero 1   | I Want To Be Free                    | Jerry Leiber e Mike Stoller                    | 2:12   |
| 4.      | 5/9/57        | Jailhouse Rock (EP)       | EPA 4114  | 11/57   | numero 1   | Don't Leave Me Now                   | Aaron Schroeder e Ben Weisman                  | 2:05   |
| 5.      | 4/30/57       | Jailhouse Rock (EP)       | EPA 4114  | 11/57   | numero 1   | Young and Beautiful                  | Aaron Schroeder e Abner Silver                 | 2:02   |
| 6.      | 5/3/57        | Jailhouse Rock (EP)       | EPA 4114  | 11/57   | numero 1   | (You're So Square) Baby I Don't Care | Jerry Leiber e Mike Stoller                    | 1:51   |
| 7.      | 4/30/57       | Essential Elvis           | 6738-1-r  | 1/88    |            | Jailhouse Rock (film version)        | Jerry Leiber e Mike Stoller                    | 2:32   |
| 8.      | 5/3/57        | Essential Elvis           | 6738-1-r  | 1/88    |            | Treat Me Nice (film version)         | Jerry Leiber e Mike Stoller                    | 1:59   |
| 9.      | 5/3/57        | Essential Elvis           | 6738-1-r  | 1/88    |            | I Want To Be Free (film version)     | Jerry Leiber e Mike Stoller                    | 2:06   |
| 10.     | 4/30/57       | Complete 50s Masters      | 66050-2   | 6/23/92 | numero 159 | Young And Beautiful (film version)   | Aaron Schroeder e Abner Silver                 | 1:09   |
| 11.     | 5/3/57        | previously unreleased     |           |         |            | Don't Leave Me Now                   | Aaron Schroeder e Ben Weisman                  | 1:45   |
| 12.     | 8/24/56       |                           | 47-6643   | 9/28/56 | numero 1   | Love Me Tender                       | Vera Matson ed Elvis Presley                   | 2:41   |
| 13.     | 8/24/56       | Love Me Tender (EP)       | EPA 4006  | 11/56   | numero 22  | Poor Boy                             | Vera Matson ed Elvis Presley                   | 2:13   |
| 14.     | 9/4/56        | Love Me Tender (EP)       | EPA 4006  | 11/56   | numero 22  | Let Me                               | Vera Matson ed Elvis Presley                   | 2:09   |
| 15.     | 8/24/56       | Love Me Tender (EP)       | EPA 4006  | 11/56   | numero 22  | We're Gonna Move                     | Vera Matson ed Elvis Presley                   | 2:30   |
| 16.     | 10/1/56       | Essential Elvis           | 6738-1-r  | 1/88    |            | Love Me Tender (end title version)   | Vera Matson ed Elvis Presley                   | 1:08   |
| 17.     | 9/4/56        | unreleased alternate take |           |         |            | Let Me                               | Vera Matson ed Elvis Presley                   | 2:04   |
| 18.     | 8/24/56       | unreleased alternate take |           |         |            | We're Gonna Move                     | Vera Matson ed Elvis Presley                   | 2:39   |
| 19.     | 8/24/56       | unreleased stereo version |           |         |            | Poor Boy                             | Vera Matson ed Elvis Presley                   | 2:42   |
| 20.     | 8/24/56       | unreleased stereo version |           |         |            | Love Me Tender                       | Vera Matson ed Elvis Presley                   | 2:42   |

### Musicisti
- Elvis Presley - voce, chitarra, basso
- Scotty Moore - chitarra elettrica
- Dudley Brooks - pianoforte
- Mike Stoller - pianoforte
- Bill Black - basso
- D. J. Fontana - batteria
- The Jordanaires - cori